# Shahid Zaman
Pour les articles homonymes, voir Zaman (homonymie).
Shahid Zaman , né le 12 août 1982 à Quetta, est un joueur professionnel de squash représentant le Pakistan. Il atteint en juillet 2005 la 14e place mondiale sur le circuit international, son meilleur classement. 

## Biographie
Issu d'une famille nombreuse (il a 4 frères et deux sœurs), il est le neveu du joueur de squash Qamar Zaman, vainqueur du British Open et no 1 mondial et le cousin de Mansoor Zaman et Farhan Zaman, également joueurs de squash.
Depuis sa retraite sportive, il travaille comme entraineur principal au Tennis and Racquet Club (en), le plus ancien club sportif et social de la ville de Boston.

## Palmarès

### Titres
- Championnats d'Asie par équipes